# Gewone priktolhoren
De gewone priktolhoren (Calliostoma zizyphinus) is een slakkensoort uit de familie Calliostomatidae. De wetenschappelijke naam van de soort is gepubliceerd in 1758 door Linnaeus in de tiende editie van Systema naturae. "Zizyphinus" is in de protoloog geschreven met een hoofdletter en dus een zelfstandig naamwoord. Het wordt daarom niet vervoegd.

## Vorm en kleur
De schelp van Calliostoma zizyphinus wordt tot 35 mm hoog. De kleur is meestal roze met gele tot witte vlekken. Deze slakkensoort heeft een spits toelopende, kegelvormige schelp. Het oppervlak van de eerste windingen is korrelig. De overige windingen zijn voor een deel glad en voor een deel bedekt met spiraalvormige lijsten.

## Voorkomen en verspreiding
Calliostoma zizyphinus komt voor in de Middellandse Zee, de Atlantische Oceaan, het Kanaal en de Noordzee. De dieren leven tussen algen en op de zandbodem. De dieren zijn omnivoor.